# Domnion de Salone
Domnion de Salone  (Antioche, IIIe siècle - Salone 304) est un des premiers évêques de Salone. Il est vénéré comme saint par l'Église catholique et l'Église orthodoxe, et fêté le 11 avril.

## Biographie
Sa vie est nettement légendaire avec plusieurs termes anachroniques,. D'après celle-ci, il naît au IIIe siècle à Antioche. Converti par saint Pierre, il suit l'apôtre à Rome avec Pancrace et Apollinaire ; puis Pancrace est envoyé en Sicile,  Apollinaire à Ravenne et Domnion à Saloneoù il est évêque. Il est décapité en 304 avec des soldats convertis (Anastase, Maur, Astère, Septime, Télius, Antiochien, Paulinien). 

## Culte
La cathédrale Saint-Domnius de Split lui est dédiée et abrite ses reliques. Il est fêté le 11 avril au martyrologe romain et le 7 mai à Split dont il est le saint patron. L’événement donne lieu à des processions, des foires et des concerts.